# Les Eaux étroites
Les Eaux étroites est un recueil d'essais et de notes de lecture de Julien Gracq, publié en 1976. Il s'agit de notes courtes tirées des « cahiers de l'auteur », et concernant l'Èvre, un affluent de la Loire non loin de sa maison natale.

## Contenu
« Pourquoi le sentiment s'est-il ancré en moi de bonne heure que, si le voyage seul - le voyage sans idée de retour - ouvre pour nous les portes et peut changer vraiment notre vie, un sortilège plus caché, qui s'apparente au maniement de la baguette de sourcier, se lie à la promenade entre toutes préférée, à l'excursion sans aventure et sans imprévu qui nous ramène en quelques heures à notre point d'attache, à la clôture de la maison familière ? », écrit Julien Gracq en entrée de cette œuvre,.
Les Eaux étroites évoquent, en huit écrits, les promenades de son enfance, sur un cours d'eau, l'Èvre, à proximité de son village natal, reconstituées à partir du souvenir mental qu'il en a gardé.